# Sonja Tol
Pour les articles homonymes, voir Tol (homonymie).
Sonja Tol, née le 16 novembre 1972, est une escrimeuse néerlandaise pratiquant l'épée.
Elle explose au plus haut niveau mondial en 2009 en se qualifiant pour les demi-finales des Championnats du monde d'escrime à Antalya en Turquie. Jusqu’alors son meilleur résultat avait été un quart de finale aux Championnats du monde d'escrime 2005 à Leipzig.

## Palmarès
- Championnats du monde d'escrime
  - Championnats du monde d'escrime 2009 à Antalya
  - Vainqueur des tournois de coupe du monde de Katowice et Goteborg en 2003 et de Luxembourg en 2006.